# Saint-Bauzile, Lozère
Saint-Bauzile là một xã ở tỉnh Lozère trong vùng Occitanie, phía nam nước Pháp.